# Tranvía de Ciudad del Carmen
El Tranvía de Ciudad del Carmen fue una red de tranvía de transporte público en la ciudad de Ciudad del Carmen, Campeche, México. El recocido constaba 5 centavos.

## Historia
En 1884, Juan Ferrer Otero, Arturo Shiels Cárdenas y Anastasio Arana, fundaron la primera compañía de tranvías en la ciudad. Cuándos sus socios habían fallecidos, Juan Ferrer vendió la concesión a Casemiro Paoli, un jefe político y propietario de varias fincas productoras de palo de tinte, el cual administro el servicio hasta 1905 debido a que fue vendido a Agustín Vales.
Agustín Vales, el cual no había logrado entender el negocio del tranvía, lo permuto con Manuel Repetto Niévez en 1913. El sistema de tranvías en manos de Repetto, extendió las vías de acero hasta el Cementerio Municipal, el cual salió de la calle 22. Al llegar sobre la calle 22 se construyeron dos caminos elevados de madera sonreí los que pasaba la vía.

### Desaparición
El tranvía poco a poco perdió su eficiencia debido a la entrada a la ciudad de modernos medios de transporte, como los automóviles. Repetto cedió en 1925 como un obsequio el sistema al ayuntamiento. Sin embargo, el gobierno municipal que debía tomar posesión del sistema, pero en esas fechas no pudo hacerse la toma debido a los disturbios ocasionados por la rebelión delahuertista que tuvo repercusión en la ciudad.
Debido a la rebelión, Repetto se quedó con el sistema, hasta que por incosteabilidad declaró que la concesión había caducado en 1932, tras esto, se retiró las vías de acero y fueron vendidas a Villahermosa, Tabasco.

## Ruta
La estación principal del tranvía estaba en lo que hoy es el Parque Tila, las líneas de rieles abarcaban desde allí hasta el templo de la Asunción. Pasaban por las Calles 35 y 24, además de que había una bifurcación en la esquina entre las calles 35 y 28. El tránsito por la calle 28 solo se hacía por las tardes después de las 17 horas.

## Material rodante
El servicio que empezó a operar en el inicio consistía en 2 tranvías abiertos y uno cerrado, los carros operaban con tracción animal y eran procedentes de Filadelfia, Estados Unidos. El tranvía cerrado daba servicio durante la mañana o cuando llovía, mientras que el abierto operaba por las tardes.
Se cambiaron los tranvías de tracción animal por tranvías motorizados, el cambio estuvo encargado hacia Raymundo Manjarrez Pawling.